# Benkő Károly (tisztviselő)
Kisbaconi Benkő Károly (Nagyenyed, 1805. január 28. – Marosszentkirály, 1863. április 11.) történetíró, megyei hivatalnok.

## Élete
Tanulmányait a nagyenyedi református főiskolában 1813-ban kezdte; a bölcseleti és jogi tanszakot is ugyanott végezte. 1825-ben Marosvásárhelyen királyi táblai írnok lett. 1826-ban megnősült, és Mezőkövesden telepedett le, ahol gazdálkodással foglalkozott. 1830-ban Marosszék tiszteletbeli jegyzője lett, 1831-ben adóíró biztossá s 1849-ben a szék levéltárnokává nevezték ki. Miután a családja fenntartására szükséges vagyonban kárt vallott, 1850-ben Marosszékre ment a Mezőmadarasi járásba mint segédhivatalnok. Innen 1851-ben Csíkszékbe földadórendszeri becsübiztossá nevezték ki, és ebben a hivatalában 1854 végéig megmaradt. Az Erdélyi Múzeum-Egylet 1863. november 11. ülésén Szabó Károly tartott fölötte emlékbeszédet.

## Munkái
- Csik-Gyergyó- és Kászonszékek leirása. Kolozsvár, 1853
- Marosszék ismertetése. Kolozsvár, 1868–69. (Kiadták Fekete Sámuel és Simon Elek. Ism. Századok 1869)
- Marosvásárhely szabad királyi város leírása 1862-ben; szerk., tan., jegyz. Pál-Antal Sándor; Mentor, Marosvásárhely, 2001 (Erdély emlékezete)

Az irodalomban előbb színművekkel tett kisérletet; a Rátoni vagy a görgényi bajnok, szomj. 5 felv. és a Háztűz-látás, vígj. 3 felv. c. darabjait tanulótársai eljátszották. A színműirással fölhagyva, Erdély történelmi életrajz-tárához gyűjté az anyagot és jegyzetei már ötszáz ívre terjedtek; de e gyűjtemény véletlen esemény miatt elveszett. Benkő József életrajzának összeállításához is fogott és munkáinak kiadásán fáradozott, de ez is abban maradt.